# Бисхар, Йоп
Йоханнес Адрианюс Герардюс (Йоп) Бисхар (нидерл. Johannes Adrianus Gerardus "Joop" Bieshaar; 3 октября 1894, Весперкарспел — 3 ноября 1961, Амстердам) — нидерландский футболист, игравший на позиции полузащитника, выступал за амстердамские команды ВРА и «Аякс». Сыграл два матча за сборную Амстердама. 
Старший брат игрока клуба ХФК и сборной Нидерландов — Ари Бисхара.

## Ранние годы
Йоп Бисхар родился 3 октября 1894 года в Весперкарспеле, в семье фермера Йоханнеса Бисхара и его жены Велхелмины Хогевен. Он был старшим ребёнком в семье из двух детей — у него был брат Ари, родившийся в 1899 году. 
Их семья проживала в доме №12 по улице Халвеманстег, недалеко от площади Рембрандта.

## Спортивная карьера
В возрасте двадцати двух лет Бисхар стал членом футбольного клуба «Аякс», ранее он выступал с братом за клуб ВРА. Йоп дебютировал в команде 26 августа 1917 года в товарищеском матче против клуба «Робюр эт Велоситас» и сразу отметился двумя забитыми голами. Встреча завершилась крупной победой «красно-белых» со счётом 13:0. 
Спустя более года Бисхар сыграл свой первый матч в чемпионате — 20 октября 1918 года он вышел в стартовом составе на матч с ХФК. В сезоне 1918/19 Йоп принял участие в двух играх чемпионата. «Аякс» по итогам того сезона во второй раз подряд стал чемпионом страны. В следующем сезоне Бисхар получил больше игрового времени, сыграв в девяти матчах. В общей сложности за четыре года он принял участие в 13 матчах первенства Нидерландов. В последний раз в составе «Аякса» Йоп выходил на поле 18 декабря 1921 года в матче с ДФК.

## Личная жизнь
Йоп был женат на Якобе Марии Барбаре Тиммер, уроженке Амстердама. Их брак был зарегистрирован 12 июля 1922 года в Амстердаме. У них родилось двое детей: дочь Вилхелмина Барбара Катарина и сын Йоханнес Петрюс Бернардюс.

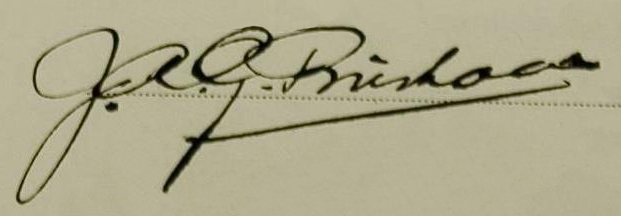
Автограф Бисхара, оставленный им в день бракосочетания, 12 июля 1922 г.

Бисхар умер 3 ноября 1961 года в возрасте 67 лет.

## Достижения
«Аякс»
- Чемпион Нидерландов (1): 1918/19.